# 境岩井バイパス
- 日本の道路 > 一般国道 > 国道354号 > 境岩井バイパス

境岩井バイパス（さかいいわいバイパス）は、茨城県の猿島郡境町から坂東市にかけて整備中の国道354号バイパス（全長6.3km）である。

## 概要
境町市街地における慢性的な交通渋滞緩和と、首都圏中央連絡自動車道（圏央道）境古河インターチェンジ (IC) へのアクセス道路ならびに、国道354号現道の線形不良区間解消を目的として、2001年度（平成13年度）から道路改築事業として事業化された境町 - 坂東市間を結ぶ国道354号のバイパス道路である。全体事業費は110億円見込で、費用便益分析の結果はB/C=2.1。
当該道路は起点側で国道354号現道に接続しておらず現時点ではバイパス道路として機能していないが、起点側から埼玉県方面に向けては延長約5kmの新設道路が別途計画されており、完成の際には両者合わせて1つのバイパス道路として機能する事となる。
全体6.3kmのうち起点から県道若境線までの約2kmを「優先区間」として、中でも起点から境古河ICを越えて境町道1-7号線と接続するまでの940mを「重点区間」として整備が進められており、このうち重点区間については2015年3月29日の圏央道久喜白岡JCT - 境古河ICの開通に合わせて供用された。

### 路線データ
- 起点：茨城県猿島郡境町大字猿山字東原割1211番2地先（茨城県道17号結城野田線交点）[5]
- 終点：茨城県坂東市生子字西田4581番地先（国道354号現道交点）[5]
- 延長：6.3km[5]
- 道路幅員：25.0m[2]
- 車線数：暫定2車線[2]（完成4車線）
- 車線幅員：3.5m[2]
- 設計速度：60km/h

## 沿革
- 2000年度（平成12年度）：都市計画決定
- 2001年度（平成13年度）：事業化[1]
- 2008年（平成20年）12月8日：猿島郡境町大字猿山 - 坂東市生子（延長6.3 km）をバイパスの道路区域に指定[5]。
- 2015年（平成27年）3月29日：重点整備区間の境町猿山 - 境町蛇池（延長0.94 km）が供用開始[4]
- 2020年（令和2年）7月3日：残りの優先区間のうち、境町蛇池 - 境町山崎（ふれあいの里前）（延長0.80 km）を供用開始[6][7]。

## 道路施設
- にこにこ長田歩道橋（猿島郡境町蛇池）
国道354号境岩井バイパスと境町道1-4号が交差する境古河インターチェンジ北交差点に設けられた橋長33.6m、幅員2.0mの歩道橋。歩道橋の名称は、付近の境町立長田小学校の児童5年6年生から募集した中から決定されたものである。2016年（平成28年）3月10日に境町関係者のほか、名称を募集した長田小学校の児童などを対象にお披露目式が挙行されて供用した[8]。

## 主な接続道路
- 茨城県道17号結城野田線・茨城県道126号尾崎境線
- 境古河IC - 首都圏中央連絡自動車道（圏央道）
- 茨城県道137号若境線
- 茨城県道24号土浦境線